# Kongeriget Bulgarien
Kongeriget Bulgarien (bulgarsk: Царство България; tr. Tsarstvo Bŭlgarija), somme tider kaldet det Tredje bulgarske rige var et konstitutionelt monarki, der blev etableret 5. oktober (O.S. 22. september) 1908, da den bulgarske stat blev ophævet fra et fyrstendømme til et kongerige. Ferdinand 1. blev kronet som zar ved uafhængighedserklæringen, hovedsageligt på grund af hans militære planer og for at søge muligheder for at samle alle Balkanlandene med en etnisk bulgarsk majoritet (lande, der var blevet taget fra Bulgarien og givet til det Osmanniske Rige i Berlin-traktaten).
| Historie | Spire Denne historieartikel er en spire som bør udbygges. Du er velkommen til at hjælpe Wikipedia ved at udvide den. |

42°42′N 23°19′Ø / 42.7°N 23.32°Ø